# Neotoma
Neotoma là một chi động vật có vú trong họ Cricetidae, bộ Gặm nhấm. Chi này được Say and Ord miêu tả năm 1825. Loài điển hình của chi này là Mus floridana Ord, 1818.

## Hình ảnh

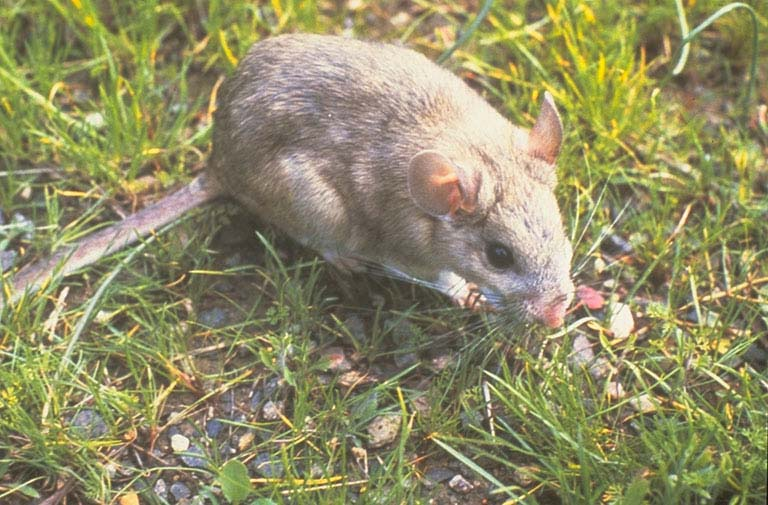
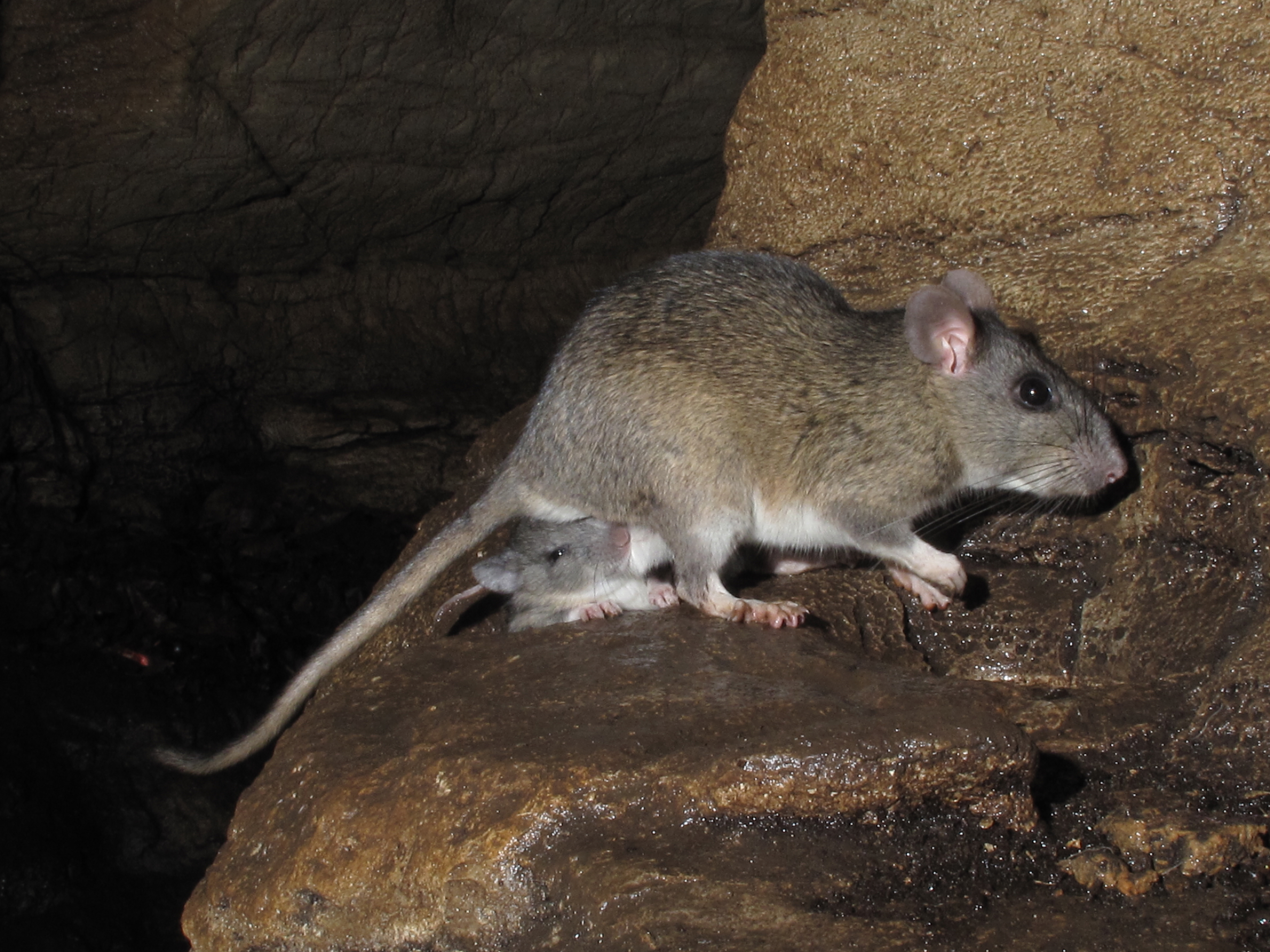
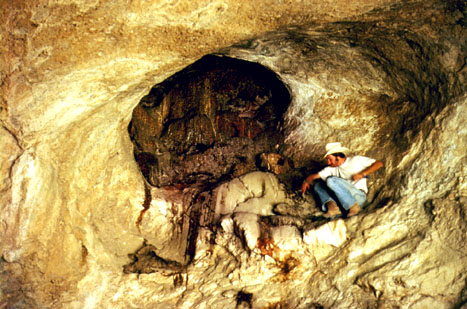
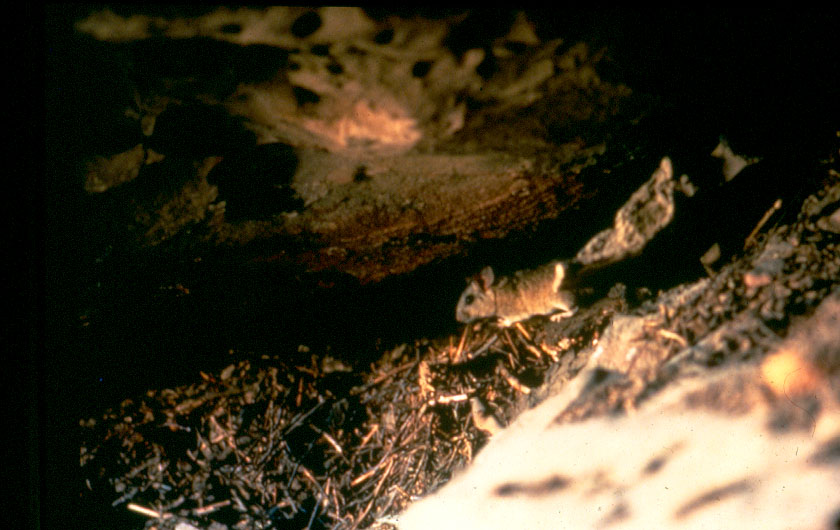

## Các loài
Chi này gồm các loài: